# Millmoor
Das Millmoor ist ein Fußballstadion in Rotherham, Vereinigtes Königreich. Bis zur Saison 2007/08 diente das Stadion den Spielen von Rotherham Uniteds bis ein Konflikt über Beteiligungsrechte dazu folgte, dass der Verein ins Don Valley Stadium im nahgelegenen Sheffield umzog.
Das Stadion wurde in 1907 auf dem Grundstück einer Getreidemühle gebaut und hat derzeit eine Kapazität für rund 8.300 Zuschauer. Erweiterungsplänen zufolge sollte die hölzerne Haupttribüne, die in den 1950er Jahren gebaut wurde, mit einer neuen ersetzt werden, die die Kapazität des Stadions zurück auf 10.000 gebracht hätte. Durch zahlreiche Rückschläge, jedoch, konnte diese nicht vollendet werden und die Bauarbeiten wurden abgebrochen. Im Mai 2011 zeigte der Rugbyverein Rotherham Titans Interesse den Millmoor für ihre Spiele zu verwenden. Nach vielen Spekulationen kündigten sie allerdings an, in ihrem jetzigen Stadion, Clifton Lane, zu bleiben.
Am 22. September 2007, im Spiel gegen Notts County, feierte Rotherham United 100 Jahre am Millmoor. Das Spiel endete mit 1:1, wobei Peter Holmes das Tor für die Gastgeber erzielte. Das Jubiläum wurde mit Hunderten Ballons und zahlreichen Verlosungen gefeiert.
Nachdem Verhandlungen mit dem Stadionbesitzer, Ken Booth, zusammenbrachen, verließ Rotherham United das Stadion und trug bis 2012 den Don Valley in Sheffield die Heimspiele aus, bevor sie 2012 ins New York Stadium einzogen. Der Millmoor selbst steht seit 2008 unbenutzt.